# Arx Calela
Arx Calela era un'antica città del popolo italico dei Frentani, corrispondente all'odierna Casacalenda.
L'appellativo Arx, o "arce", ne definisce la sua antica struttura difensiva, arroccata sopra un colle. È la Calela, di cui parlano Tito Livio e Polibio, dove Annibale si fermò per spiare le mosse delle legioni di Fabio Massimo stanziate nei campi larinati. 